# セヴェロドヴィンスク (原子力潜水艦)
K-560 セヴェロドヴィンスク (Severodvinsk, Северодвинск) はロシア海軍のヤーセン型原子力潜水艦の一番艦である。建造は1993年に始まり、進水は当初1998年の予定であったが、財政難から建造が遅延し、2010年6月15日にようやく進水した。2011年9月12日から海上公試が始まり、2011年10月6日に処女航海から帰港した。
セヴェロドヴィンスクの魚雷発射システムは指令所の後ろの区画に設置されている。

## 試験および運用
2012年11月7日に白海にて水上標的に対するカリブル対艦巡航ミサイルの水中発射に成功した。同月末には対地巡航ミサイル2発の発射実験にも成功した。1発目は11月26日に水上から、2発目はその2日後に水中から発射された。
セヴェロドヴィンスクは2013年12月末にロシア海軍に引き渡された。軍艦旗掲揚式は2014年6月17日に挙行された。
2014年11月には救難カプセルを用いた脱出訓練を実施し、深度40メートルから乗組員5人を脱出させた。
セヴェロドヴィンスクは2016年初には戦力化され、2016年4月末と2017年8月にはカリブルの発射訓練を実施した。